# Capitala Țărilor de Jos

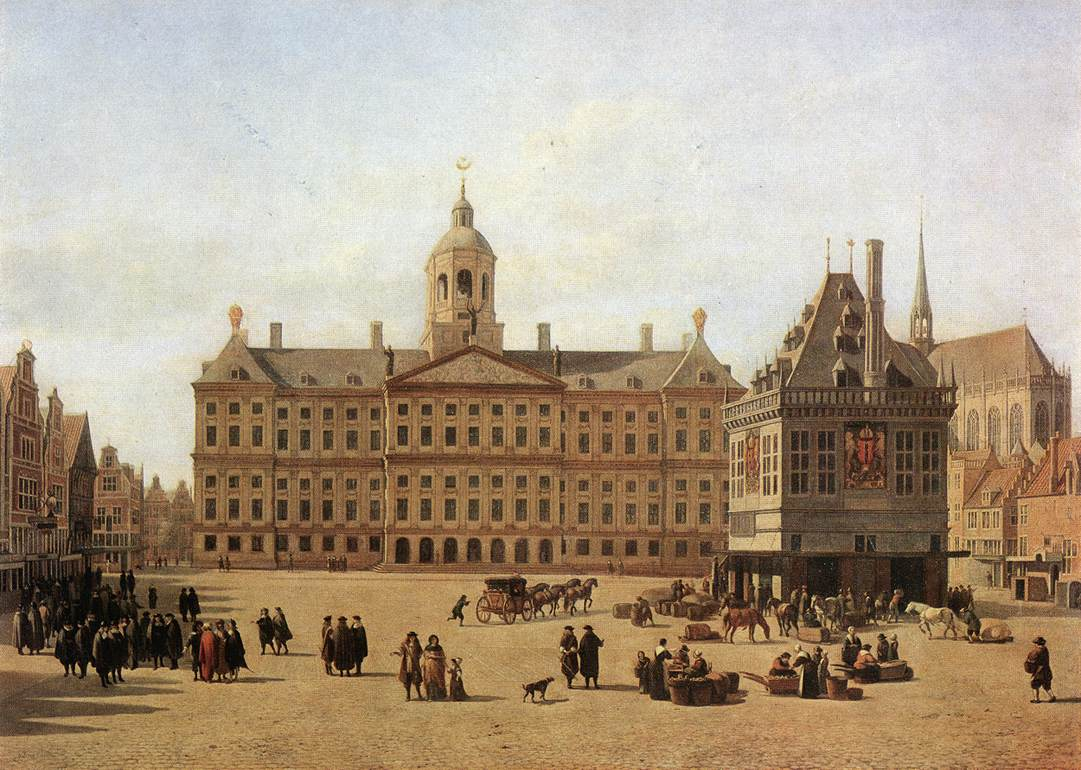
Piața Dam cu vedere la primăria Amsterdamului la sfârșitul secolului al XVII-lea. Pictură de (Gemäldegalerie, Dresda).

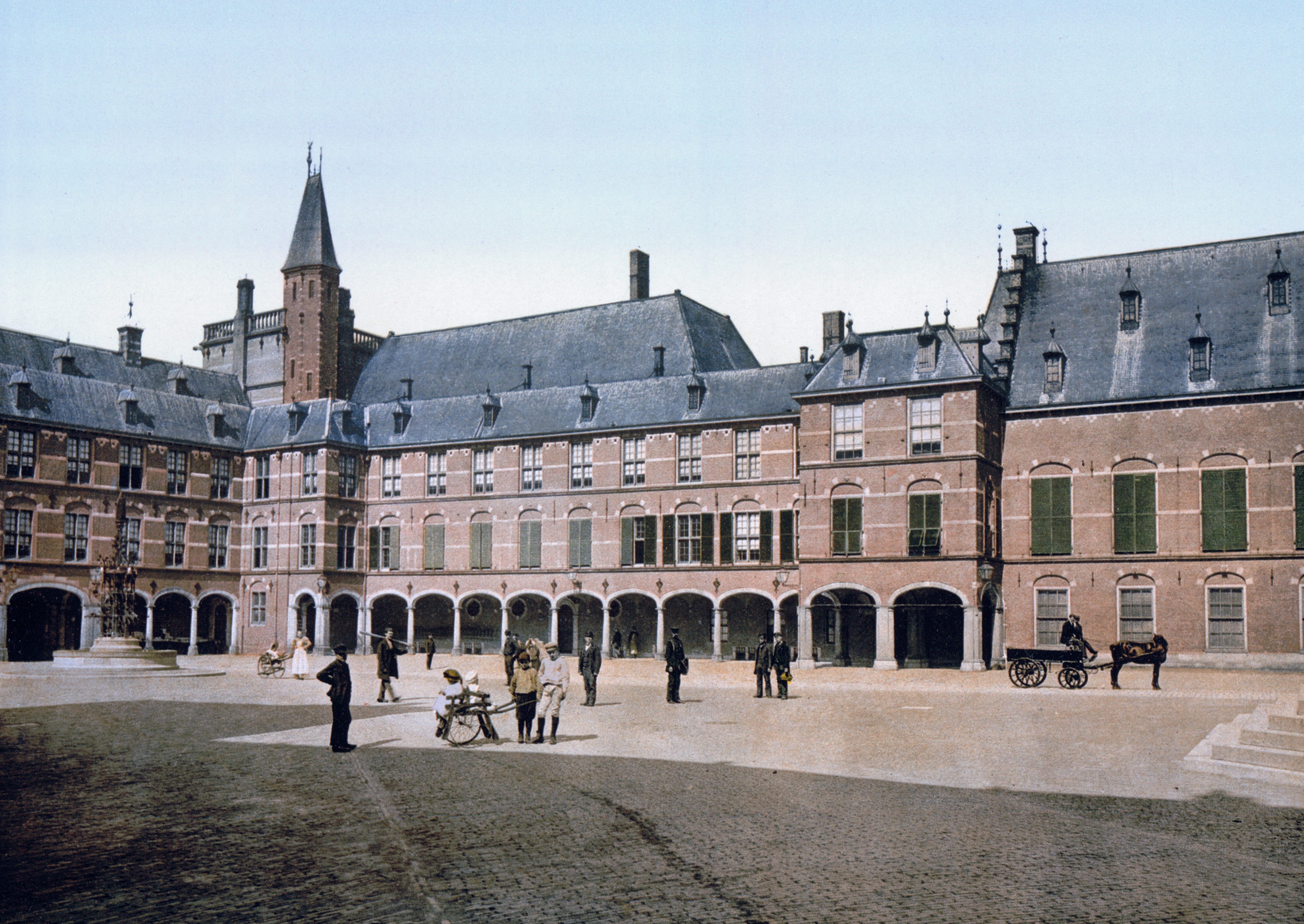
Haga este sediul guvernului Țărilor de Jos din 1588. găzduiește.

În Țările de Jos, Constituția desemnează Amsterdam drept capitală. Cu toate acestea, din 1588, Stările Generale⁠(d) și puterea executivă⁠(d), împreună cu Curtea Supremă⁠(d) și Consiliul de Stat⁠(d), se întrunesc la Haga, care este sediul guvernului⁠(d). De la revizuirea din 1983 a Constituției Țărilor de Jos, articolul 32 menționează că „Regele va depune jurământul și va fi încoronat cât mai curând posibil în capitala Amsterdam”. Este singura referință din document care afirmă că Amsterdam este capitala. În schimb, Haga este numită în mod obișnuit residentie („reședință”).
O singură dată în istoria sa Amsterdamul a fost atât „capitala” cât și sediul guvernului. Între 1808 și 1810, în timpul Regatului Olandei, regele Ludovic Napoleon a locuit la Amsterdam și a declarat orașul capitală a regatului său și sediu al guvernului. Pentru a-l găzdui pe rege, marea primărie din Amsterdam, din secolul al XVII-lea, un prim exemplu al valorilor republicane care au predominat atât de mult timp în Țările de Jos, a fost transformată într-un Palat Regal.
În 1810, Țările de Jos au fost anexate de Imperiul Francez și regele Ludovic Napoleon a fost înlocuit de un guvernator francez, care și-a stabilit reședința în Palatul Regal din Amsterdam. Din 1810 până în 1813, Amsterdam și-a păstrat oarecum poziția de capitală, deoarece împăratul Napoleon a declarat orașul a fi al treilea oraș al Imperiului (după Paris și Roma) și reședință imperială. În decembrie 1813, după căderea lui Napoleon și urcarea pe tron a prințului Willem al VI-lea de Orange ca suveran al Țărilor de Jos, Haga a fost restaurată ca sediu al guvernului.

## Context istoric
Deși statutul legal propriu-zis al Amsterdamului de capitală a Țărilor de Jos este recent, orașul a fost recunoscut drept capitală din 1814. În acel an, Willem Frederik, prinț de Orange și Nassau, a fost proclamat prinț suveran al Țărilor de Jos Unite⁠(d) și investit ca atare la 30 martie 1814 în Nieuwe Kerk⁠(d) din Amsterdam. Aceasta se datorează în parte statutului de oraș regal, folosit nu numai pentru încoronarea regilor, ci și pentru nunțile regale (înmormântările regale au însă loc la Delft) și, de asemenea, datorită poziției sale dominante în istoria Țărilor de Jos. De la sfârșitul secolului al XVI-lea, orașul a crescut rapid, devenind cel mai mare și mai puternic oraș din Țările de Jos și principalul centru de comerț, meșteșuguri, finanțe și cultură.
Diviziunea dintre Amsterdam drept capitală și Haga drept sediu al guvernului își are originea în particularitățile istoriei constituționale neerlandeze. Din Evul Mediu până în secolul al XVI-lea, Haga a fost sediul guvernului Comitatului Olandei și reședința Conților de Olanda. Amsterdam, între timp, era un oraș în creștere. După înființarea Republicii Țările de Jos Unite în 1572/1581, Dordrecht a devenit pentru scurt timp sediul guvernului Provinciilor Unite, reședința Stărilor Generale, a Consiliului de Stat⁠(d) și al prințului de Orange în calitate de prinț Stadtholder. În 1588, aceste instituții guvernamentale centrale au fost mutate la Haga, care, din acel moment, a păstrat poziția de sediu al guvernului pentru întreaga republică. Amsterdamul a rămas loial imperiului spaniol/burgund până relativ târziu în Războiul de 80 de ani, ceea ce a adus orașului o mulțime de oportunități comerciale, dar l-a făcut inadecvat pentru a fi sediul guvernului statului „rebel” în curs de dezvoltare.
Înainte de instituirea Republicii Batave în 1795, Țările de Jos nu erau un stat unitar, ci mai mult o confederație în care provinciile independente și orașele mai mari erau foarte autonome din punct de vedere politic. În timpul secolului al XVII-lea, prințul Stadtholder în calitate de oficial al Stărilor Olandei⁠(d) a intrat de mai multe ori în conflict cu guvernul orașului Amsterdam, până în punctul în care orașul a fost asediat de armată. Până în 1795 a persistat în politica neerlandeză o puternică animozitate între facțiunea Orange și facțiunea republicană. Prima susținea ideea unei conduceri politice ereditare învestită în prinții din Orange ca stadtholderi și își avea puterea la Haga și în zonele rurale. Cea de a doua susținea independența civică și era sprijinită în principal în orașele din Țările de Jos, Amsterdamul fiind principalul promotor al ideii și cel mai fățiș reprezentant al ei.
Când s-a format noul regat în 1814, desemnarea Amsterdamului, încă cel mai mare oraș al regatului, drept capitală a fost în mare parte un gest de conciliere din partea facțiunii Orange față de oraș și o recunoaștere a puternicei baze civice și republicane a noului regat.